# Lidice
Lidice (in tedesco: Liditz) è un comune della Repubblica Ceca facente parte del distretto di Kladno, in Boemia Centrale.

## Geografia fisica
I comuni limitrofi sono Peklovy, Hřebeč, Netřeby e Dolany ad ovest, Makotřasy, Buštěhrad, Stehelčeves, Zájezd, Vrapice, Dřetovice e Brandýsek a nord, Běloky, Středokluky, Velké Číčovice e Malé Číčovice ad est e Hostouň, Dobrovíz, Pavlov e Jeneč a sud.

## Storia
Durante la seconda guerra mondiale faceva parte del Protettorato di Boemia e Moravia del Terzo Reich e fu completamente distrutto il 10 giugno 1942, come rappresaglia da parte degli occupanti tedeschi, in seguito all'attentato delle forze partigiane ceche in cui era stato ucciso Reinhard Heydrich, "Protettore del Reich" nel protettorato di Boemia e Moravia.
Per rappresaglia vennero fucilati 192 uomini con più di 15 anni, uccisi a gruppi di 10, presso un granaio di una fattoria, una parete del quale era stata coperta da materassi per impedire il rimbalzo dei proiettili. I condannati non vennero bendati. Gli ultimi gruppi di 10 dovettero camminare sui corpi delle precedenti vittime prima di arrivare al muro. La strage iniziò alle 10 di mattina e terminò attorno alle 15.
Le 198 donne di Lidice furono caricate su camion il 12 giugno 1942, portate alla stazione di Kladno e fatte salire su treni speciali diretti al campo di concentramento di Ravensbrück. Qui 35 tra le donne più anziane furono inviate presso il campo di concentramento di Auschwitz, dove furono ritenute idonee a essere sottoposte a esperimenti medici. Quelle rimaste a Ravensbrück furono all'inizio isolate in uno speciale Block e successivamente divise tra la fabbrica di cuoio, nella costruzione di strade, nella fabbrica tessile e di munizioni. Alla liberazione del campo 143 erano ancora in vita, tra cui diverse gravemente ammalate.
I 99 bambini di Lidice, da 1 a 16 anni, furono portati nell'area della fabbrica tessile di Łódź, dove alcuni di essi riuscirono a scrivere lettere a parenti e amici in cui chiedevano cibo e notizie su quanto avvenuto nel villaggio e sulla sorte dei propri genitori. Su ordine del comandante del campo, non fu data loro alcuna assistenza medica. Di questi 99 bambini, 17 furono giudicati adatti per la "germanizzazione" e affidati a famiglie tedesche. Il 2 luglio 1942, su indicazione di Adolf Eichmann, i restanti 82 bambini furono portati al campo di sterminio di Chełmno a 70 km da Łódź. È molto probabile che la maggior parte di loro sia stata gassata il giorno stesso dell'arrivo. In totale circa 340 abitanti di Lidice morirono per la rappresaglia tedesca (192 uomini, 60 donne e 88 bambini) e solo 153 donne e 17 bambini tornarono al paese dopo la fine della guerra.
Finita la guerra ci vollero alcuni anni prima che il governo militare alleato, su esplicita richiesta delle donne di Lidice sopravvissute alla deportazione, scoprisse la fine che era stata riservata ai figli di queste ultime. I 17 bambini che erano stati prescelti per la "germanizzazione" furono infine rintracciati e fecero ritorno in patria. Il paese, completamente raso al suolo e dato alle fiamme, scomparve dalle carte geografiche, ma venne ricostruito nel 1949 nei pressi del villaggio distrutto.
Negli anni sessanta un’artista di nome Marie Uchytilová decise di dedicare un monumento alla memoria dei bambini di Lidice, ma, per problemi economici, la donna non portò a termine il proprio progetto. Dopo la sua morte il sogno si realizzò attraverso un’ingente somma donata dalla città danese di Albertslund e l’opera fu completata nel giugno del 2000.